# Dorcadion ledouxi
Dorcadion ledouxi är en skalbaggsart som beskrevs av Stefan von Breuning 1975. Dorcadion ledouxi ingår i släktet Dorcadion och familjen långhorningar. Inga underarter finns listade i Catalogue of Life.